# 紋身的獵人
《紋身的獵人》，原名《羅文》，香港歌手羅文的粵語音樂專輯，由徐日勤監製，1987年經華星唱片發行。

## 簡介
這是徐日勤首次監製羅文的專輯，歌曲按內容可粗分作愛情歌和勵志歌。情歌方面，徐日勤創作了三首電子合成器為主導的歌曲：〈紋身的獵人〉、〈柏林圍牆〉、〈夢非夢〉。前兩首屬於流行搖滾，〈紋身的獵人〉風格妖艷，被《聯合晚報》的鄧宇杰和《新明日報》的李鳳婷視為專輯中最具羅文個人特色的歌曲，詞人林振強獲評以富影像感的手法描寫人物（失戀的對象）
；而在〈柏林圍牆〉中，潘偉源則以生癖字眼（東西柏林、裝甲車、哨兵）入詞。
〈夢非夢〉與改編自日語歌的〈愛的傳說〉均獲形容為「超現實」，前者以電子音效營造夢幻的境界，羅文亦相對調整了唱腔，潘源良的詞獲形容「迷離如莊周蝴蝶夢的懷思」、以「簡練的筆觸寫出恍惚的感覺」；後者的詞則富有神話色彩。
〈空心軀殼〉是好友莫嘉輝和鄺兆昌的作品，為「悼念逝去的愛」而寫；二人均為羅文歌迷會的成員，羅文採用歌迷的創作被指是當年香港樂壇的破格之舉。
〈即興演出〉描寫一對舊情人重逢的情形，是詞人林夕標誌式的寫法：把「戲劇和人生」「相互借喻」；但被《大公報》的樂評人李謨如批評過份描劃客觀場景而忽略了人物的描寫。
〈互勉〉、〈掌聲響起〉和〈把握〉則是羅文自〈幾許風雨〉成功後愛唱的自白式勵志歌。

## 曲目
| 曲序 | 曲目           |        | 作曲     | 备注 | 时长 |
| ---- | -------------- | ------ | -------- | --- | ---- |
| 1.   | 紋身的獵人     | 林振強 | 徐日勤   | 國語版〈神秘的獵人〉收錄於羅文1988年的專輯〈朋友一個〉（滾石版）中                                                              | 3:21 |
| 2.   | 夢非夢         | 潘源良 | 徐日勤   | 國語版收錄於羅文1988年的專輯〈朋友一個〉（滾石版）中                                                                            | 4:18 |
| 3.   | It's all right | 盧永強 | 小田和正 | 原曲：Off Course的《It's all right(ANYTHING FOR YOU)》 國語版〈輕鬆生活也不壞〉收錄於羅文1988年的專輯〈朋友一個〉（滾石版）中。 | 4:20 |
| 4.   | 愛的傳說       | 向雪懷 | 伊藤薰   | 國語版〈空谷愛情〉收錄於羅文1988年的專輯〈朋友一個〉（滾石版）中。                                                              | 4:17 |
| 5.   | 把握           | 小美   | 大瀧詠一 | 原曲：小林旭的《熱き心に》 國語版收錄於1988年的專輯《塵緣》（滾石版）                                                           | 4:11 |
| 6.   | 互勉           | 梁均健 | 鄭敬基   | | 4:14 |
| 7.   | 柏林圍牆       | 潘偉源 | 徐日勤   | | 4:45 |
| 8.   | 空心軀殼       | 鄺兆昌 | 莫嘉輝   | | 4:28 |
| 9.   | 即興演出       | 林夕   | 黃耀光   | | 4:04 |
| 10.  | 掌聲響起       | 鄭國江 | 陳進興   | 原曲：鳳飛飛的《掌聲響起》 羅文的國語版則收錄於1988年的專輯《塵緣》（滾石版）                                                   | 3:38 |

## 製作群
- 鍵琴：徐日勤、盧東尼、Gilbert Caselis
- 結他：韋祖堯、蘇德華、黃耀光；貝斯：梅啟新；鼓：張健波、鄧志和
- 弦樂：熊宏亮；色士風：Dick Lagrimas
- 錄音：David Ling、Gordon O'Yang、Philip Kwok；混音：徐日勤、David Ling
- 封面及意念設計：劉培基；攝影：孫淑興；美術設計：李韻揚、陳樹發

## 音樂錄影帶
- 紋身的獵人（吳家麗主演[10]）
- 把握
- 掌聲響起